# Pedase
Pedase es una localidad del municipio de Lääne-Harju en el condado de Harju, Estonia, con una población censada a final del año 2011 de 17 habitantes. 
Se encuentra ubicada al oeste del condado, cerca de la costa del golfo de Finlandia (mar Báltico) y de la frontera con el condado de Lääne.